# مارک جیراردلی
مارک جیراردلی (انگلیسی: Marc Girardelli؛ زادهٔ ۱۸ ژوئیهٔ ۱۹۶۳) اسکی‌باز آلپاین اهل لوکزامبورگ بود.